# Чикобава Арнольд Степанович
Арнольд Степанович Чикобава (26 березня 1898, Сачікобаво Кутаїської губернії, тепер Грузія — 5 листопада 1985, Тбілісі, тепер Грузія) — радянський і грузинський мовознавець, доктор філологічних наук, професор (1933), академік Академії наук Грузинської РСР (1941). Депутат Верховної ради Грузинської РСР 5-го скликання.

## Життєпис
Навчався в Кутаїській грузинській дворянській гімназії. У 1922 році закінчив Тифліський державний університет (перший випуск).
Викладав в Тифліському (з 1936 року — Тбіліському) університеті, обіймав у ньому посади доцента (1926—1933) та професора (1933—1985), очолював кафедру кавказьких досліджень (1933—1960). З 1936 по 1985 рік також керував відділом т.з. «іберійсько-кавказьких мов» в Інституті мовознавства Академії наук Грузинської РСР (1936—1985). У 1950—1952 роках — директор Інституту мовознавства Академії наук Грузинської РСР. У 1950—1963 роках — член президії Академії наук Грузинської РСР.
Автор та редактор серії словників та публікацій з кавказького мовознавства. Дотримувався ідеї генетичної єдності картвельських, абхазо-адизьких та нахсько-дагестанських мов («іберійсько-кавказькі мови»; ця точка зору в даний час відкинута науковою спільнотою). Головний редактор «Щорічника іберійсько-кавказького мовознавства», що видавався з 1974 року. Редактор «Тлумачного словника грузинської мови» (т. 1—8, 1950—1964).
Був непримиренним борцем проти «нового вчення про мову» Миколи Марра, незважаючи на його офіційну підтримку. Завдяки дружбі з 1-м секретарем ЦК КП Грузії Кандідом Чарквіані йому вдалося передати лист Йосипу Сталіну. Сталін зацікавився листом і особисто зустрівся із Чикобавою. У результаті в 1950 році в газеті «Правда» розпочалася дискусія з питань мовознавства, яка розпочалася 9 травня 1950 року статтею Арнольда Чикобави «Про деякі питання радянського мовознавства» і закінчилася публікацією статті Йосипа Сталіна «Марксизм та питання мовознавства», написаної з позицій молодограматизму та із використанням консультацій Арнольда Чикобави. Хоча стаття Сталіна і оголошувала «Нове вчення про мову» немарксистською, водночас вона закликала утриматися від переслідування прихильників маррівської теорії. Завдяки участі в т.зв. «мовознавчій дискусії» Чикобава здобув популярність серед радянських лінгвістів, короткий час на початку 1950-х роках студенти багатьох вищих навчальних закладів СРСР навчалися за його підручником «Вступ до мовознавства».
Помер 5 листопада 1985 року в Тбілісі. Похований у парку Тбіліського університету.

## Основні праці
- «Проблема простого речення в грузинській мові» (1928; 2-ге вид. 1968);
- «Граматичний аналіз чанського (лазького) діалекту з текстами» (1936);
- «Чансько-мегрельсько-грузинський порівняльний словник» (1938);
- «Загальне мовознавство». Ч.1. (1935), Ч.2. (1945);
- «Проблема ергативної конструкції в іберійсько-кавказьких мовах» (1948);
- «Вступ до мовознавства». 2-ге вид. Ч.1. (1953);
- «Проблема мови як предмета мовознавства» (1959);
- «Аварська мова» (1962, в співавт. з І. Церцвадзе);
- «Історія вивчення іберійсько-кавказьких мов» (1965);
- «Проблеми спорідненості іберійсько-кавказьких мов» (1965);
- «Вступ до іберійсько-кавказького мовознавства» (1979).

## Нагороди
- три ордени Леніна (1951, 1966, 1978)
- орден Трудового Червоного Прапора (1944)
- орден «Знак Пошани» (1946)
- медалі
- Премія імені М. В. Ломоносова
- Заслужений діяч науки Грузинської РСР
- Заслужений діяч науки Дагестанської АРСР